# Cadel Evans
Cadel Lee Evans AM (* 14. února 1977, Katherine) je bývalý australský profesionální cyklista. Je jedním ze tří neevropských vítězů Tour de France (spolu s Gregem LeMondem a Eganem Bernalem). Kromě Staré dámy vyhrál také silniční závod na mistrovství světa v cyklistice (2009).

## Kariéra
Už v mladém věku a s amatérským statusem dosáhl Evans řady vynikajících výsledků, když byl dvakrát druhý v mistrovství světa v závodech na horských kolech do 23 let (1997 a 1999), třetí v mistrovství světa v časovce jednotlivců juniorů 1995 a také třetí v juniorském mistrovství světa bikerů. Na horském kole startoval také na dvou olympiádách – v Atlantě v roce 1996 byl devátý a v Sydney v roce 2000 si o dvě místa polepšil.
O rok později podepsal první profesionální smlouvu se silniční stájí. Z italského Saeka se navzdory vítězství v celkovém pořadí závodu Kolem Rakouska po roce stěhoval do konkurenční stáje Mapei. V této stáji pro změnu v jedné z etap nesl růžový trikot lídra Gira d'Italia a skončil celkově čtrnáctý. Tehdy také reprezentoval Austrálii úspěšně na Hrách Britského společenství, kde vyhrál časovku jednotlivců a byl druhý v silničním závodě.
Až pod hlavičkou Team Telekom (nyní T-Mobile Team) vydržel dvě sezóny 2003 a 2004. V jejích barvách zvítězil v celkovém pořadí závodu Kolem Rakouska 2004.

### V barvách stáje Lotto (od 2005)
Po podpisu smlouvy se stájí Davitamon–Lotto se poprvé zúčastnil Tour de France a hned se stal prvním Australanem po 22 letech, který v tomto závodě skončil do desátého místa (byl osmý). V horských etapách dokázal držet tempo s tehdejšími hvězdami závodu Armstrongem, Ullrichem a Bassem. Ve stejném roce ještě byl pátý v závodě Kolem Německa.
Rok 2006 pro něj znamenal další vzestup. Na Tour de France obsadil už páté místo krátce poté, co zvítězil v etapovém závodě Tour de Romandie.
V roce 2007 v přípravě na svou třetí Tour startoval na Dauphiné Libéré. V sedmé etapě obsadil druhé místo, dvakrát byl čtvrtý a celkově skončil druhý jen 14 sekund za Francouzem Moreauem. Díky tomu patřil mezi širší okruh favoritů na Tour de France. Potvrdil svou výbornou časovkářskou výkonnost, v první z časovek prohrál jen s Kazachem Vinokurovem, u něhož byl posléze odhalen v této etapě doping, druhý byl i v časovce do Angouleme, která byla předposlední etapou závodu. S Contadorem prohrál v konečné klasifikaci jen o 23 sekund, v druhé nejtěsnější porážce historie Tour.

### BMC Racing Team (2010–2015)
Na konci sezóny 2009 se spekulovalo o tom, že Evans hledá nový tým, který mu více pomohl v boji o žlutý trikot na Tour de France 2010. Poté, co se Evans stal mistrem světa, se však zdálo, že Australan v Lottu zůstane a do sezóny 2010 vstoupí jako pomocník pro Philippe Gilberta. To se ale nepotvrdilo a Cadel belgickou stáj po 5 letech opustil.

#### 2010
V roce 2010 se Evans přestěhoval do BMC RacingTeam. V novém působišti se mu dařilo již od samotného začátku, když po celkovém 3. místu na Tirreno–Adriatico zvítězil na Valonském šípu. V květnu na Giru nejdříve zvítězil v blátivé 7. etapě a následně ovládl také bodovací soutěži. V 9. etapě Tour de France Evans vezl žlutý trikot, během této etapy však jel s vlasovou zlomeninou v levém lokti způsobenou havárií v 8. etapě a nabral velkou ztrátu. Francouzský etapák dokončil na 26. místě, 50 minut a 27 sekund za Alberto Contadorem.

#### 2011
Do sezóny 2011 Evans vkročil úspěšně, když zvítězil v 6. etapě a také celkové klasifikaci Tirreno–Adriatico a následně ovládl i Tour de Romandie. Giro d'Italia vynechal, jelikož se soustředil na Tour de France. V rámci zmíněné přípravy na Tour skončil 2. na Critérium du Dauphiné.
Tour Evans zahájil druhými místy v 1. a 2. etapě (týmová časovka). Na tato umístění navázal vítězstvím ve 4. etapě. Ve všech 21 etapách se Cadel pohyboval v top 5 průběžné klasifikace. Díky 5. místu v 19. etapě obléklal v 20. etapě žlutý trikot. V časovce dojel druhý 7 sekund za Tony Martinem, což znamenalo že do poslední neutralizované etapy vstupoval jako jistý vítěz závodu. Na pódiu v Paříži ho doplnili bratři Andy a Frank Schleckové.
Díky svému vítězství se stal druhým neevropským vítězem v historii Tour de France a ve 34 letech zároveň nejstarším vítězem závodu v poválečné éře.
Po Tour Evans řekl, že si není jistý, jak bude jeho vítězství v Austrálii přijato, a dodal: „Neměl jsem čas zvážit tento aspekt, abych byl upřímný. Byl to dlouhý, dlouhý proces a bude trvat dlouho, než si uvědomíme, co to znamená. Pár lidí mi vždy věřilo a jsou to lidé, na kterých mi záleží nejvíc. Dokázali jsme to. Poslední tři týdny to byla opravdová radost.“
Evansovo vítězství vyvolalo v jeho rodné zemi mnoho oslav a radosti, volalo se také po státním svátku. Jeho úspěch byl přirovnáván ke slavnému triumfu Perthských jachtařů na Americkém poháru 1983, který byl dosud považován za největší sportovní úspěch Austrálie. Evansovi osobně poblahopřála a poděkovala mimo jiné také australská premiérka Julia Gillardová. Doma na melbournském Federation Square Evanse přivítaly desítky tisíc lidí, mnozí byli oblečeni ve žlutém oděvu a mávali žlutými vlajkami.

#### 2012
V březnu Evans vyhrál 2. etapu, bodovací soutěž, a také celkovou klasifikaci Critérium International. Na začátku června Evans zvítězil v první etapě a bodovací soutěži prestižního Critéria du Dauphiné.
Na Tour de France Evans odcestoval s velkou nadějí na zopakování jeho triumfu na 2011. V 7. etapě prokázal skvělou formu, když skončil druhý na vrcholu Planiny krásných dívek o dvě sekundy za Chrisem Froomem. Cadel poté ale ztratil značné množství času v 9. etapě (časovce jednotlivců), když skončil na 6. místě s mankem jedné minuty a čtyřiceti tří sekund na vítězného Wigginse. Další neúspěch však přišel v 11. vysokohorské etapě, kde se pokusil o odvážný útok s týmovým kolegou Tejay van Garderenem 7 km od vrcholu Col de la Croix de Fer (téměř 60 km do konce etapy). Pokus se nezdařil a Evans následně odpadl na stoupání k La Toussuire, jelikož nestačil tempu Chrise Frooma. Na lídra závodu kvůli tomu ztratil další minutu a 26 sekund. Ve 14. etapě měl Evans tři defekty způsobené připínáčky, které neznámý pachatel rozsypal na silnici, na což Team Sky zareagoval zpomalením tempa, aby na mohl se jejich australský rival vrátit zpět do pelotonu. Za toto gesto fair play Evans britské stáji poděkoval. V 16. etapě Evans nabral obrovskou ztrátu, když ztratil kontakt s čelem závodu už na předposledním stoupání. Celkově se propadl na 7. místo za 6. týmového kolegu van Garderena. Další cenné minuty ztratil Evans v časovce, kde ho předjel i van Garderen, přestože startoval o 3 minuty za Cadelem. Svou ztrátu odůvodnil nemocí. Tour Evans dokončil na 7. pozici se ztrátou skoro 16 minut na vítězného Wigginse. Po konci závodu prohlásil, že se v roce 2013 vrátí opět jako lídr BMC.
Evans byl australským týmem nominován do silničního závodu i časovky na LOH 2012. Do časovky ale kvůli únavě nezasáhl a v silničním závodu dojel až na 80. místě.
Následně zrušil plánovanou účast na Grand Prix Cycliste v Québecu a Montréalu a kvůli vyčerpání ukončil sezónu s tím, že nechce ohrozit své výkony v roce 2013.

#### 2013
Evansova sezóna 2013 začala velmi dobře poté, co skončil 3. ve velké konkurenci na Tour of Oman.
V úmyslu měl účast jak na Giru, tak Tour de France. V rámci přípravy na Giro skončil v dubnu 8. na Giro del Trentino.
Giro d'Italia se vyznačovalo chladným a deštivým počasím, navzdory obtížím se však Evans dlouhou dobu držel na druhém místě za lídrem celkové klasifikace Vincenzo Nibalim. O své druhé místo přišel v poslední horské etapě ve stoupání do Tre Cime, na kterém tou dobou sněžilo. V celkové klasifikaci přesto skončil třetí.
Pro Tour byl Evans určen lídrem svého týmu, ale potýkal se s velkými potížemi, jelikož v horských etapách neustále odpadal ze skupiny favoritů. Jeho kolega, Tejay van Garderen, obětoval své šance, aby Evansovi pomohl v klíčových etapách, ale bez úspěchu. Tour tak skončila velkým zklamáním, protože Evans skončil až 39. a van Garderen obsadil 45. místo.

#### 2014 a 2015
Největším Evansovým úspěchem v roce 2014 bylo vítězství v celkovém hodnocení Giro del Trentino.
V září 2014 Evans avizoval, že kariéru zakončí na prvním ročníku domácího Cadel Evans Great Ocean Road Race, závodu pojmenovaného na jeho počest, který se měl konat 1. února 2015. Do cíle jeho posledního závodu dojel pátý.

## Vítězství
| Rok  | Závod                                        | Soutěž                            |
| ---- | -------------------------------------------- | --------------------------------- |
| 1998 | Kolem Tasmánie                               | celkově                           |
| 1999 | Kolem Tasmánie                               | celkově                           |
| 2001 | Kolem Rakouska                               | celkově                           |
| 2001 | Kolem Rakouska                               | 4. etapa                          |
| 2002 | Hry Commonwealthu                            | časovka jednotlivců               |
| 2002 | Tour Down Under                              | 5. etapa                          |
| 2004 | Kolem Rakouska                               | celkově                           |
| 2004 | Kolem Rakouska                               | 2. etapa                          |
| 2005 | Kolem Německa                                | 7. etapa                          |
| 2006 | Tour de Romandie                             | celkově                           |
| 2006 | Tour de Romandie                             | 5. etapa                          |
| 2006 | Tour Down Under                              | vrchařská soutěž                  |
| 2007 | Tour de France                               | 13. etapa                         |
| 2009 | Mistrovství světa v silniční cyklistice 2009 | závod s hromadným startem celkově |
| 2011 | Tour de France                               | celkově                           |

## Ocenění
- Sir Hubert Opperman Trophy & Medal (2006, 2007, 2009, 2011)
- Řád Austrálie (2013)
- Australská sportovní medaile